# 溱东镇
溱东镇，是中华人民共和国江苏省盐城市东台市下辖的一个乡镇级行政单位。

## 行政区划
溱东镇下辖以下地区：
罗一社区、罗二社区、东街社区、青一村、青二村、夏龙村、周黄村、开一村、开二村、草舍村、高桥村、志刚村、鲍庄村、鲍南村、养殖公司生活区和水产场生活区。